# Filosofía del derecho

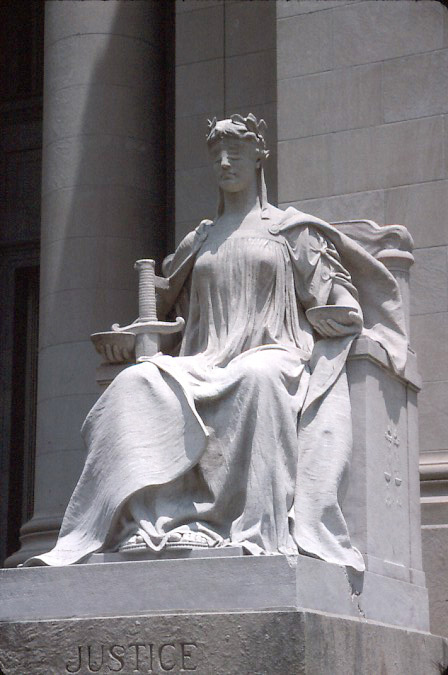
La representación de la diosa Iustitia (literalmente 'Justicia' en latín) la muestra equipada con tres símbolos del derecho: la espada simboliza el poder coercitivo del Estado; la balanza simboliza el equilibrio entre los derechos de los litigantes; y la venda sobre los ojos representa la imparcialidad.

La filosofía del derecho es una rama de la filosofía que estudia los fundamentos filosóficos del derecho como orden normativo e institucional de la conducta humana en sociedad.

## Objeto de estudio de la filosofía del derecho
El contenido de la filosofía del derecho en un sentido amplio trata de aglutinar el estudio filosófico no solo de la norma jurídica positiva, sino de todas las corrientes de pensamiento que sirven de fundamento al propio derecho, entendido este como el orden normativo e institucional de la sociedad. Sus campos de estudio se pueden dividir en:
- El estudio del derecho como fenómeno y como ciencia, y de la norma jurídico-positiva en general (teoría del derecho). Como teoría crítica y como filosofía de la experiencia jurídica, la Filosofía del derecho debate y cuestiona los fines que persigue el derecho, las funciones sociales que efectivamente cumple y los principios morales que la inspiran.[1] Trata pues de las cuestiones filosóficas planteadas por el hecho jurídico, por la existencia y la práctica de las normas.[2]
- Relacionado con lo anterior, la epistemología, lógica y argumentación jurídicas.
- Historia de la filosofía del derecho, iusnaturalismo y teorías de la justicia; las corrientes históricas de pensamiento filosófico jurídico-político que tratan de reflexionar acerca de diversos elementos jurídicos como el estado, la ley, el gobierno, la justicia, la propiedad, los derechos y la aplicación de un código legal por la autoridad; qué son, por qué o incluso si son necesarios, qué hace a un gobierno legítimo, qué derechos y libertades debe proteger y por qué, qué forma debe adoptar y por qué, qué obligaciones tienen los ciudadanos para con un gobierno legítimo (si acaso alguna), y cuándo pueden derrocarlo legítimamente (si alguna vez). En definitiva, el estudio del pensamiento humano acerca de conceptos jurídicos y políticos.
- Para algunos autores, la Filosofía del Derecho se vuelve a la comprensión del concepto de justicia.
- El fundamento filosófico de los derechos humanos.
- La relación del derecho con la sociología, la antropología, la psicología, la moral, etc.

## Teoría del derecho
Junto con el derecho natural, la parte más importante de la filosofía del derecho lo ha constituido el estudio de la norma jurídica desde el punto de vista positivo (iuspositivismo).

### Teoría del derecho como concepto histórico
El sintagma filosofía del derecho aparece, con este preciso nombre, a mediados del siglo XVII, con la obra Philosophia iuris vera ad duo haec de potestate ac obligatione de Franciscus Julius Chopius. Con la noción de filosofía del derecho, se buscaba un tránsito desde la filosofía al derecho, el cual mantuvo hasta la obra de Hegel. Hasta entonces, la reflexión de carácter filosófico sobre el fenómeno jurídico se había enmarcado dentro de la tradición de la Filosofía política del derecho natural, bien de corte escolástico o racionalista.  Al lado de las leyes positivas, el derecho natural se presentaba como un orden válido por sí mismo, evidente, e invariable, que constituía la regla última de toda comunidad humana. El derecho natural no es obra de los seres humanos, y no es producto de la historia.
Frente a esta concepción, las corrientes iuspositivistas consideran a los ordenamientos jurídicos como creaciones humanas que se desarrollan y cambian en el tiempo histórico. El derecho es siempre un sistema normativo, coactivo e institucional efectivamente válido y vigente en un grupo social determinado. No es un orden lógico y racional, surgido de la naturaleza, sino un conjunto de normas de conducta elaborado artificialmente como respuesta a los conflictos y a las necesidades de una comunidad específica en un momento histórico.
De este modo, durante la segunda mitad del siglo XVIII el concepto «derecho natural» va perdiendo su primacía y comienzan a aparecer numerosas obras en que la reflexión teórica sobre las instituciones jurídicas se reviste de otra terminología. En 1797 Kant emplea la expresión «teoría del derecho»; en 1798 Gustav Hugo utiliza «filosofía del derecho positivo»; en 1803 Jakob Friedrich Fries emplea «teoría filosófica del derecho», y el término «filosofía del derecho» es empleado desde 1800 en adelante por autores como W. T. Krug, Chr. Weiss o Karl Christian Friedrich Krause. En 1821 Hegel publicó en Berlín sus Principios de la filosofía del derecho, que adquieren una resonancia decisiva.

### Grandes cuestiones de la teoría del derecho
- Ontología jurídica: habla de fijar el ser del derecho, es decir, cuál será el objeto sobre el que se va a filosofar; este objeto es anterior al conocimiento que se le aplica, es decir, tiene una realidad propia antes de ser estudiado. La ontología jurídica obtendrá un concepto del derecho que servirá como base para una reflexión filosófica posterior.
- Axiología jurídica: trata el problema de los valores jurídicos, es decir, dilucida sobre cuáles sean los valores que harán correcto un modelo de derecho o que primarán a la hora de elaborar o aplicar el derecho. Así, en los ordenamientos europeos no existe la pena de muerte; el valor consistente en que «el Estado no mate» es fundamental. De todos los valores del derecho, el más importante es el de «justicia»; tiene tanta importancia que algunos autores designan a la axiología jurídica como teoría de la justicia. Otro valor de gran alcance es la «seguridad jurídica». Aquí también entra la deontología jurídica. según el maestro Manuel Atienza: «Como se sabe, en España no hay un código deontológico judicial (aunque sí que hay —pero no se suele saber— un código modelo iberoamericano de ética judicial que atañe también a los jueces españoles), ni un código referido a la conducta de los fiscales».
- Filosofía jurídica existencial: tiene su razón de ser en el marco de la antropología, es decir, trata de poner de relieve la relación entre el hombre y la realidad jurídica; no podemos prescindir del hombre en la realización del derecho porque la humanidad es la que crea y aplica el derecho, aún más, crea y aplica a sí misma el derecho.

## Epistemología y lógica jurídica
La epistemología jurídica (o teoría de la ciencia jurídica) estudia los métodos y los procedimientos intelectuales que los juristas emplean para identificar, interpretar, integrar, y aplicar las normas jurídicas. También se ocupa del estudio sistemático de la argumentación jurídica. La disciplina central es, en este terreno, la dogmática jurídica, que toma como punto de partida el dogma de la «racionalidad del legislador» y se ocupa de la descripción de un sistema jurídico positivo entendido como un conjunto de normas, sin ponerlas en discusión, presentándolas como un orden lógico, coherente y completo, integrando sus lagunas y resolviendo sus antinomias. La dogmática es la disciplina que caracteriza la mayor parte de los estudios impartidos en las facultades de derecho.
La discusión sobre si este saber jurídico tiene o no carácter científico es muy larga. La crítica más célebre contra la ciencia del derecho fue expuesta por Kirchmann en una conferencia de 1847: «tres palabras del legislador convierten bibliotecas enteras en basura». Algunos autores (como A. Calsamiglia) se inclinan por considerar que lo que usualmente se denomina ciencia jurídica es, con más propiedad, una técnica social.
La ciencia jurídica moderna tiene su origen en el siglo XV. De forma paralela en el tiempo se van desarrollando: en las islas británicas, la escuela analítica de jurisprudencia; en Francia, la escuela de la exégesis, y en Alemania, la escuela histórica del derecho (Friedrich Karl von Savigny) y la jurisprudencia de conceptos (Ihering).
Un modelo de ciencia jurídica que conserva gran parte de su validez es el propuesto por John Austin, discípulo de Jeremy Bentham. Para él, la ciencia general del derecho se clasifica en dos grandes áreas:
- La ciencia de la legislación se ocupa de cómo debe ser el derecho; es normativa, ya que trata de encontrar las normas adecuadas para regular el comportamiento social, y es objeto de la atención de políticos y filósofos.
- La jurisprudencia (o dogmática jurídica) se ocupa de describir el derecho positivo, bien un sector o rama de un derecho nacional (jurisprudencia particular), bien los principios y conceptos comunes a todos los sistemas jurídicos (jurisprudencia general, o teoría general del derecho); es descriptiva y neutral, y es el objeto propio del estudio de los juristas.[9]

## Cuestiones de la filosofía del derecho
- Epistemología jurídica: entra en la reflexión sobre el conocimiento del derecho. Se trata de dilucidar si este conocimiento es posible, qué forma o estructura ha de tener, cuáles son sus maneras de presentarse en las sociedades, etcétera. Véase también teoría del Derecho.[10]
- Ontología jurídica.
- Axiología jurídica: trata el problema de los valores jurídicos, es decir, dilucida sobre cuáles sean los valores que harán correcto un modelo de derecho o que primarán a la hora de elaborar o aplicar el derecho. Así, en los ordenamientos europeos no existe la pena de muerte; el valor consistente en que «el Estado no mate» es fundamental. De todos los valores del derecho, el más importante es el de «justicia»; tiene tanta importancia que algunos autores designan a la axiología jurídica como teoría de la justicia. Otro valor de gran alcance es la «seguridad jurídica».[10]
- Filosofía jurídica existencial.